# Mérei Ferenc
Mérei Ferenc (Budapest, 1909. november 24. – Budapest, 1986. február 23.) pszichológus, klinikai gyermek-szakpszichológus, pszichoterapeuta, mese- és tankönyv szerkesztő.

## Életpályája
Mérei (Mellinger) Gáspár Géza (1876–?) fényképész és Klein Valéria (1884–?) fiaként született. Apai nagyszülei Mérei (Mellinger) Rezső (1842–1934) kereskedő és Stern Zsófia, anyai nagyszülei Klein Ábrahám és Mautner Emília (1863–1904) voltak. A pesti Csikágóban, polgári környezetben telt gyermekkora, főként szülei Garay Bazár-beli fényképészstúdiójában. Az iskolát nem szerette, nevelőitől elszenvedett lelki kitaszítottsága, fizikai brutalitásuk sok szenvedést okozott neki. Rengeteget olvasott, akár 4-500 oldalas könyveket is, egyvégtében. Édesanyja váltott lovagokkal zajló házasélete is mély nyomokat hagyott benne.
Sikeres érettségi vizsgája után, bár édesanyja inkább Berlinbe szánta, 1928-tól a párizsi Sorbonne-on tanult tovább. Politikai gazdaságtannal, statisztikával, irodalommal, és tizenegy nyelvvel foglalkozott. Végül a gyermekpszichológia és a pályaválasztási tanácsadás kötötte le igazán. Az egyetemen Henri Wallon fogadta tanítványává, aki a gyermekvilág tanulmányozásában irányította. 1930-ban belépett a francia kommunista pártba.
1932-ben tartotta első tudományos előadását. A Jean Piaget-t bíráló előadás szembeállította mesterével, de kialakította kulcseszméjét, aminek lényege az ember társas meghatározottsága.
Két diplomát szerzett; egyet a pályaválasztási tanácsadó főiskolán, és egyet a Sorbonne bölcsészkarán filozófiából, szociológiából, pszichológiából és pedagógiából. Párizs adta életre szóló barátait, tanítómestereit, eszményképeit, világnézetét.
1934-ben friss diplomásként tért haza, de állást nem kapott, így az Állami Gyermeklélektani Intézetben (alapítója Schnell János, aki kezességet vállalt érte az akkori, jobboldali kurzus alatt) dolgozott fizetés nélküli pszichológusként 1938-ig. Elsőként kutatta az egyénre ható társas élményt, a szabály- és a normaképzés társadalmi szerepét. 1937-ben írta meg „A gombozó gyermek” és „Az országépítő gyermek” című tanulmányait.
1938-tól 1940-ig a Gyógypedagógiai Tanárképző Főiskola Szondi Lipót sorsanalítikus kórtani és gyógytani laboratóriumában dolgozott. Fizetést itt sem kapott, ezért nyelvtanításból élt. Ekkor kötött házasságot, gyógypedagógus feleségével (Mérei Vera, sz.: Molnár Veronika) együtt tanulták meg a vizsgálatok szervezését és gyakorlatát.
A zsidótörvény miatt eltanácsolták a laboratóriumból, így 1940-től az Országos Izraelita Patronázs Egyesület György Júlia által vezetett ambulanciájára került. Itt írta első könyvét, 1942-ben, A pályaválasztás lélektana címmel. Ekkor munkaszolgálatra vitték.
1944-ben megszökött, átjutott a fronton és csatlakozott a szovjet hadsereghez, ahol századosi rangban katonai szolgálatot is teljesített.
1945-től 1948-ig a Fővárosi Lélektani Intézet vezetője, a Pedagógiai Főiskola és az Eötvös Kollégium tanára, a NÉKOSZ központi szemináriumának vezetője.
1945–1948 között az Fővárosi Lélektani Intézet vezetője. 1949-ben kinevezték az Országos Neveléstudományi Intézet (1948–1950) élére. E korszakot számos tanulmány és három könyv jelzi: „A gyermekek világnézete” (1945), „Az együttes élmény” (1947) és a „Gyermektanulmány” (1948).
Tudománytörténetileg nevezetes az együttes élmény kísérletsorozata, amelyet az Egyesült Államokban már 1949-ben átvettek, és bekerült a bizonyított pszichológiai kísérletek gyűjteményébe is.
1949-ben pedagógiai munkásságáért megkapta a Kossuth-díj ezüst fokozatát. 
1950-ben az intézetet felszámolták. Méreit állásából elbocsátották, családját ismét fordításból kellett eltartania. 1956-ban rehabilitálták, kiemelt tudósként került a Magyar Tudományos Akadémia Pszichológiai Intézetébe, majd 1958-ban a Biokémiai Intézetbe.
Államellenes szervezkedés vádjával 1958 októberében letartóztatták és 10 évre ítélték. Szabadságvesztését a Gyorskocsi utcai börtönben, a Gyűjtőfogház ún. kisfogházában, illetve kórházában, majd a sátoraljaújhelyi és a váci fegyintézetben töltötte.
1960-ban a Sátoraljaújhelyi Országos Börtönben kezdte írni (mivel mással nem rendelkezett, WC-papírra) a „Lélektani Naplót”. Fogva tartása alatt egészségi állapota megromlott, agyérgörcsöt is kapott.
1963 márciusában amnesztia keretében szabadult.
1964 februárjában az Országos Ideg- és Elmegyógyászati Intézetben állt munkába, ahol az általa alapított Klinikai Pszichológiai Laboratórium vezetője lett.
A műhelyteremtés szándékával gyűjtötte maga köré munkatársait, tanítványait, például Szakács Ferencet, Nemes Líviát, Binét Ágnest és Erdélyi Ildikót. Binét Ágnes társszerzője volt a nagy sikerű Gyermeklélektan (1970) és az Ablak-Zsiráf című könyveknek. Szakács Ferenccel számos közös munkájuk született, többek között a Pszichodiagnosztikai vademecum (1980), a Klinikai pszichológia gyakorlata (1974) és a Klinikai pszichodiagnosztikai módszerek (1974). Mérei laboratóriuma a magyar pszichológusképzés központjává vált.
A csoportok belső viszonyait, az egyének csoportban elfoglalt helyét, az egyén szerepeit kutatták szociometriai vizsgálatai. Gyermektanulmány című könyvében a gyermeki világképet és logikát írja le, saját kísérleti eredményeivel illusztrálva. Az erkölcs- és szabálytudat alakulását, a társas magatartást, az osztályok társas életének szociometrikus elemzését, a gyermeki világnézetet, az értékek alakulásáról szóló gondolatait tartalmazza.
1965 és 1970 között született az általa alapított Vademecum sorozat. 50 füzetét – amelyeket elsősorban tanítványai számára írt – mindmáig alapműként használják a hazai pszichológusok.
Az 1970-es években további jelentős műveket írt.: „A közösségek rejtett hálózata” (1971), „Klinikai pszichodiagnosztikai módszerek” (1974), „A klinikai pszichológia” (1974).
Önéletrajzi írásában fogalmazta meg alapállását: "Rögeszmém volt, és maradt, hogy ha változtatni akarunk az embereken, akkor elsősorban magában a pedagógiában kell változtatni. (…), ezért kutattam a pedagógiai hatással elérhető változás lehetőségét." Nagyon fontosnak tartotta a pedagógusok képzését, továbbképzését, és sokat is tett ennek érdekében.
1976-tól vezette a Magyar Pszichológiai Társaságot és a pszichodramatikus képzést.
Életművét a Magyar Tudományos Akadémia 1982-ben a pszichológiai tudományok doktora fokozattal ismerte el és Ranschburg Pál-emlékéremmel tüntette ki.
1984-ben interjú-filmet készítettek vele, súlyos operációja utáni lábadozása alatt, amelynek az akkori itthoni közéletet bíráló részeit csak 2009-ben, a születése 100. évfordulójára az m2-n bemutatott műsorba szerkeszthették bele.
Oktatáspolitikai nézeteit az 1948-ban megírt, de csak 1985-ben megjelent Demokrácia az iskolában című tanulmányában fejtette ki. A gyermekközpontú, cselekvésre, önálló véleményalkotásra nevelő iskola volt az eszményképe. Időtálló felismerései az élő pedagógiát szolgálják.

## Művei (válogatás)
- A gombozó gyermek (Kalocsa, 1937)

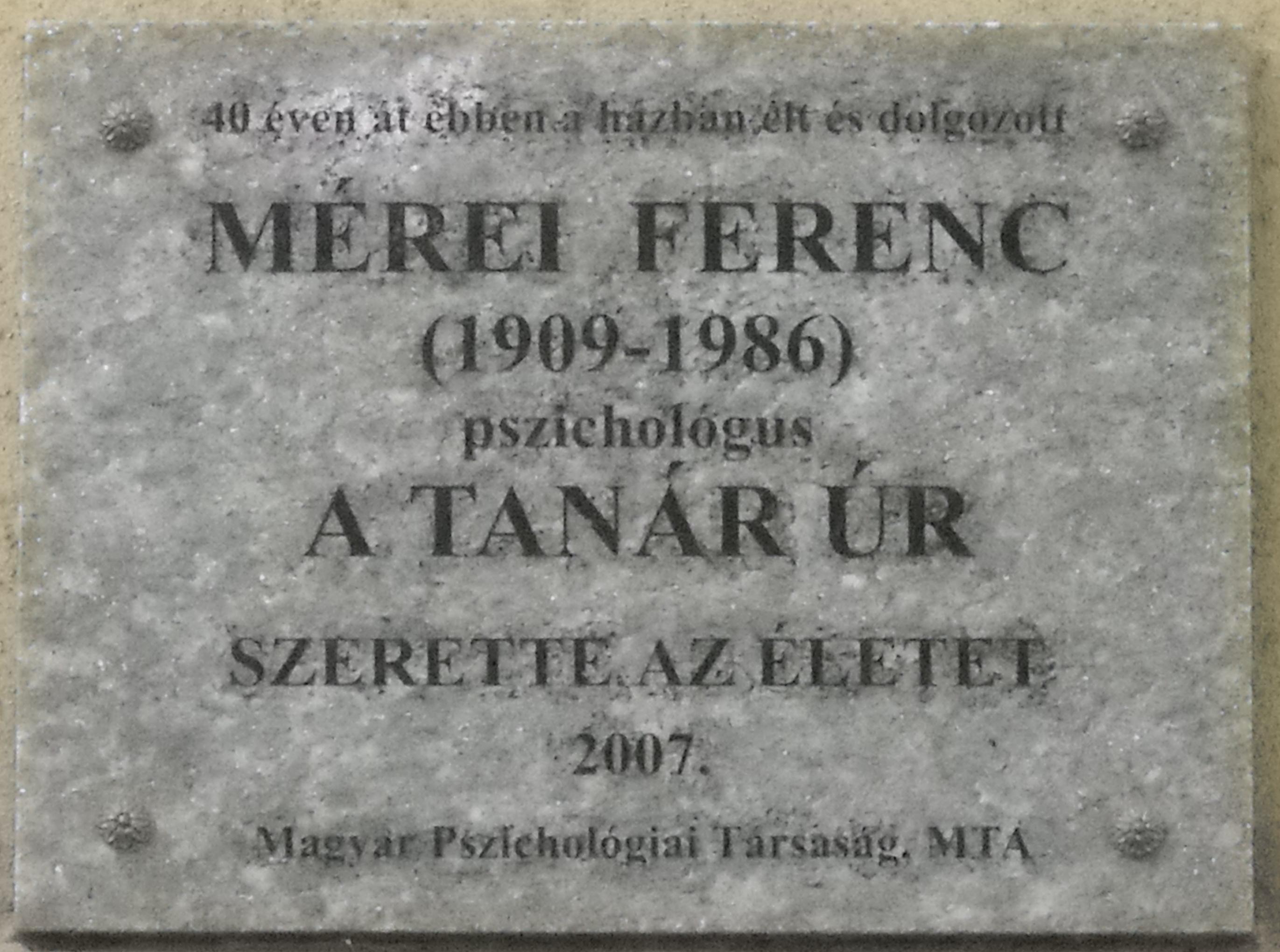
Mérei Ferenc emléktáblája egykori lakhelyén, a Pasaréti út 36. szám alatt

- A pályaválasztás lélektana (Budapest, 1942)
- A gyermek világnézete (Budapest, 1945)
- Az együttes élmény (Budapest, 1947)
- A Rorschach-táblák felszólító jellege (Budapest, 1947)
- Gyermektanulmány (Új Nevelés Könyvtára, 1948)
- Rorschach próba I-V. köt. (OIE, Vademecum-sorozat, 1966)
- A pár és a csoport (Pszichológiai Tanulmányok, Budapest, 1967)
- Gyermeklélektan (társszerző: V. Binét Ágnes, Budapest, 1970)
- Ablak-Zsiráf. Képes gyermeklexikon (Binét Ágnessel, Budapest, 1971)
- Klinikai pszichodiagnosztikai módszerek (társszerző Szakács Ferenc, Budapest, 1974)
- A klinikai pszichológia gyakorlata (társszerző Szakács Ferenc, Budapest, 1974)
- Szociálpszichológiai vizsgálatok az iskolában (Budapest, 1974)
- Adalékok egy társas szempontú gyermeklélektanhoz (Budapest, 1985-86)
- Lélektani napló (1-4. 2. bőv. kiad., Budapest, 1985-86)
- "…Vett a füvektől édes illatot" (Művészetpszichológia, Budapest, 1986)
- A pszichodráma önismereti és terápiás alkalmazása. (társszerzők Ajkay Klára, Dobos Emőke és Erdélyi Ildikó; Akadémiai Kiadó, Bp., 1987)
- Pszichodiagnosztikai vademecum. Bölcsészettudományi karok. Egységes jegyzet; szerk. Mérei Ferenc, Szakács Ferenc; Tankönyvkiadó, Bp., 1988
- Freud fényében és árnyékában; szerk., előszó Gerő Zsuzsa; Interart, Bp., 1989
- A pszichológiai labirintus. Fondorlatok és kerülőutak a lelki életben; szerk., előszó, tan. Bagdy Emőke; Magyar Pszichiátriai Társaság, Bp., 1989
- Társ és csoport. Tanulmányok a genetikus szociálpszichológia köréből; sajtó alá rend. Gerő Zsuzsa, Fischer Eszter; Akadémiai, Bp., 1989

## Díjak (válogatás)
- Kossuth-díj (1949)
- Ranschburg Pál-emlékérem (1982)

## Emlékezete
- A Magyar Pszichológiai Társaság megalapította a Mérei Ferenc publikációs díjat, amelyet minden évben egy fiatal tudósjelöltnek adnak át.
- 1995 és 2008. szeptember elseje között az ő nevét viselte a korábbi XI. kerületi Mezőkövesd utcai Általános Iskola (amely végül a Petőfi Sándor Általános Iskola, Gimnázium és Szakközépiskolával egybeolvadt).[10]
- Budapest Főváros Közgyűlése határozata szerint az ország legnagyobb pedagógiai intézete a 2008/2009. tanévtől Mérei Ferenc Fővárosi Pedagógiai és Pályaválasztási Tanácsadó Intézet néven működik tovább. A névadó ünnepséget 2008. október 9-én tartották a Vas utcai épületben, ahol Demszky Gábor főpolgármester Mérei Ferenc családtagjai jelenlétében megnyitotta a Mérei-életút kiállítást, és felavatta az intézet falát díszítő, különleges Mérei-emléktáblát.
- 2011 tavaszán Budapesten megalakult a Mérei Ferenc Szakkollégium, ami Mérei "Az együttes élmény" (1947) című írásában a közösségi létnek az ember életében betöltött szerepéről megjelenő gondolatai miatt választotta Méreit névadójának. A szakkollégium legfőbb jegyei közé tartozik az interdiszciplináris közeg, valamint a közösségiség, a demokrácia szerepének fontossága, mottója Mérei nyomán "Öröm és teljesítmény".